# Ludovico Podocataro
Ludovico Podocataro (Nicosia, 1429 – Milano, 25 agosto 1504) è stato un cardinale e arcivescovo cattolico cipriota.

## Biografia
Di nobile famiglia di origine greca, compì gli studi prima all'Università di Ferrara, dove studiò greco, latino, filosofia e medicina ed ebbe tra i suoi docenti Guarino Guarini; quindi a Padova, dove risiedette presso il Collegio dei ciprioti e studiò sotto il filosofo Gaetano da Thiene. Era considerato un eminente studioso e divenne rettore della facoltà di medicina e arti dell'Università di Padova. Fu abbreviatore di parco minore durante il pontificato di papa Sisto IV e segretario e medico personale di Rodrigo Borgia, il futuro papa Alessandro VI.
Il 14 novembre 1484 fu eletto vescovo di Capaccio.
Papa Innocenzo VIII lo chiamò a Roma e lo nominò suo segretario e medico personale.
Nel concistoro del 28 settembre 1500 papa Alessandro VI lo creò cardinale. Il 2 ottobre dello stesso anno fu pubblicato e il 5 ottobre ricevette la diaconia di Sant'Agata dei Goti, elevata pro illa vice a titolo cardinalizio.
Con la morte del cardinal Giovanni Battista Zeno ne occupò il canonicato nel Capitolo della Cattedrale di Padova; lo passò poi al nipote Livio.
Il 20 gennaio 1503 fu promosso arcivescovo di Benevento, ma non prese possesso della sede e l'8 gennaio 1504 ne divenne amministratore apostolico.
Intanto aveva partecipato a entrambi i conclavi del 1503, che elessero papa Pio III e papa Giulio II.
Morì a Milano mentre era in viaggio verso la Spagna; fu sepolto a Roma in un elegante mausoleo scolpito da collaboratori di Andrea Bregno nel transetto di Santa Maria del Popolo. Lasciò la sua ricca biblioteca al nipote Livio, vescovo di Nicosia.